# Droit pénal (Égypte)
Le droit pénal égyptien est fondé sur les principes classiques d'élément matériel (al-rukn al-mâddî), légal (principe de légalité, al-rukn al-shar`î) et moral (responsabilité pénale, al-rukn al-ma`nawî). L'art. 61 du Code pénal prévoit les causes d'irresponsabilité pénale (inconscience, maladie mentale, etc.), tandis que la loi no 12/1996 distingue, parmi les mineurs délinquants, les mineurs de moins de 7 ans (irresponsables), ceux de 7 à 15 ans, et enfin ceux de 15 à 18 ans, ces deux dernières catégories bénéficiant de sanctions allégées (on ne parle, au sens strict, de sanctions que pour les plus de 15 ans, cette dernière catégorie étant subdivisée entre ceux de 15 à 16 ans et ceux de 16 à 18 ans) .
La peine de mort est maintenue pour un grand nombre de crimes.

## Sources